# Артеріола

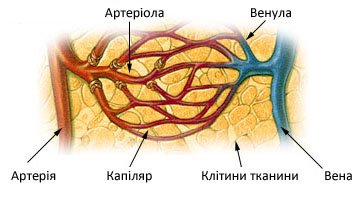
Судини мікроциркуляції

Артеріола — судина гемомікроциркуляторного русла, яка має діаметр 15-70 мкм. Артеріоли регулюють кількість крові, яка протікає через орган.
Фізіолог Іван Сєченов називав ці судини «кранами кровоносної системи».
Вони характеризуються тонкою стінкою. Їхня внутрішня оболонка складається з ендотелію. Шар, який лежить під ендотелієм, виражений погано. Середній шар складається з окремих міоцитів, які направлені циркулярно, а зовнішня оболонка практично відсутня. Артеріоли, як утворюють перикапіляри, розділяються на капіляри. Характерна їх особливість — переважання в судинній стінці гладком'язового шару, завдяки якому артеріоли здатні активно змінювати величину свого просвіту і, таким чином, спротив. Беруть участь у регулюванні загального периферійного судинного спротиву.
Між артеріолою і венулою існує артеріоло-венулярний анастомоз (anastomosis arteriolovenularis) — шлях скороченого руху крові із артеріального русла у венозне, минаючи капілярну мережу.